# غيورا آيلاند
جيورا آيلاند (بالعبرية: גיורא איילנד؛ من مواليد عام 1952 في موشاف كفار هس) هو لواء متقاعد من الجيش الإسرائيلي ورئيس سابق لمجلس الأمن القومي الإسرائيلي. بعد تقاعده من القطاع العام، عمل كباحث مشارك أول في معهد دراسات الأمن القومي (INSS).
يعد آيلاند معلقًا ومساهمًا متكررًا في شؤون الأمن الدولي في وسائل الإعلام المحلية الأجنبية، في عام 2007، أسس شركة استشارية للأمن القومي والخدمات الاستراتيجية للحكومات والمنظمات المتعددة الجنسيات. حصل على ماجستير إدارة الأعمال والبكالوريوس في الاقتصاد من جامعة بار إيلان.

## حياة مبكرة والمهنية

### الخدمة العسكرية
انضم إيلاند إلى الجيش في عام 1970، وخدم في كتيبة لواء المظليين الإسرائيلي 890. خدم في مجموعة متنوعة من الأدوار داخل اللواء: كقائد فصيلة (معركة المزرعة الصينية عام 1973 في حرب أكتوبر)، ضابط عمليات، قائد سرية (عملية عنتيبي عام 1976)، نائب قائد كتيبة (عملية الليطاني عام 1978، قائد كتيبة "باسلت" المحمولة جواً رقم 50 (حرب لبنان الأولى عام 1982) وقائد احتياطي للواء المظليين.
بعد حرب لبنان الأولى، خدم آيلاند قائدًا لمدرسة ضباط المشاة التابعة لقائد سلاح المشاة (إسرائيل). في عام 1984، أكمل آيلاند دورة المشاة المتقدمة في فورت بينينج، جورجيا، الولايات المتحدة. بعد عودته إلى إسرائيل، تم تعيينه ضابطًا في مديرية العمليات في سلاح المشاة (إسرائيل). في الأعوام 1990-1992، تولى قيادة مدرسة ضباط الجيش الإسرائيلي (قاعدة التدريب 1)، وفي الأعوام 1992-1993 كان قائدًا للواء جفعاتي.